# Шиитски ислям
Шиитският ислям (шиизмът) (от арабски: شيعة علي – шиат Али, т.е. от партията на Али) е вторият по големина клон на исляма. Последователите му се наричат шиити и са около 10 – 15% от мюсюлманите.
Подобно на други клонове на исляма, шиитският ислям се основава на учението на свещената книга Корана и посланието на последния пророк на исляма, Мохамед. Първоначално възниква като политическо движение за подкрепа на Али ибн Абу Талиб като първи имам, но впоследствие развива отделна теология от основното сунити движение.
За разлика от другите клонове на исляма, шиитите смятат, че само Бог има право да избере представител, който да защитава исляма, Корана и шериата. Според тях, избраният за първи водач на ислямския свят е Али ибн Абу Талиб – братовчед на Мохамед и първият мъж, станал мюсюлманин. След смъртта на Мохамед, в Сакира се взема решението посредством шура за провъзгласяване на Абу Бакър за първи халиф и водач на ислямския свят.
Предвид обстоятелствата около възникването на шиитския ислям и факта, че шиитите са малцинство, те често са преследвани и дискриминирани. Умерените шиити успяват да създадат собствени династии, които управляват в различни краища на ислямския свят: в Йемен, Идрисидите в Мароко, Фатимидите в Египет, както и повечето ирански династии.

## История
Шиитите смятат, че единствено Бог има право да избере представител, който да защитава исляма. Според тях, избраният като наследник на Мохамед е неговият братовчед Али – първият мъж, приел исляма. По време на погребението на Мохамед, на което присъстват Али и най-близките роднини на Мохамед, в Сакифа е свикана шура. В отсъствието на Али, Абу Бакър е провъзгласен за първи халиф.
Али ибн Абу Талиб смята избора на Абу Бакър за невалиден и отказва да признае водачеството му. На негова страна застава и голяма част от клана на Мохамед Бану Хашим. След Абу Бакр, Омар ибн ал-Хаттаб и Усман ибн Аффан са избрани за халифи. След смъртта на третия халиф, Усман, мюсюлманите в Медина канят Али ибн Аби Талиб да бъде четвъртия халиф.
Шиитите отхвърлят легитимността или избора на Абу Бакър, Омар и Усман да представляват исляма. Така те не смятат, че Али е четвъртият халиф, а първият имам. Шиитите смятат, че има многобройни разкази, които показват избора на Али от Мохамед като свой наследник.
След смъртта на Али през 661 г., култът е пренесен върху неговия син Хасан, а след смъртта на Хасан – върху по-младия му брат Хюсеин. Мъченическата смърт на Хюсеин в Кербала (Ирак) през 680 г. прави този град свещен за шиитите.

## Духовенство
Преклонението на шиитите към имамите прави тази общност лесно управляема и сплотена. Ранните шиити често са били преследвани и до голяма степен са били опозиция на официалната власт. Мнозинството шиити днес принадлежат към общността Шиити на дванадесетте имама и обитават държавите Иран, Азербайджан, Ирак, Ливан, Саудитска Арабия, Бахрейн, Индия и Пакистан. Друга общност са Зайдиските шиити (в Йемен) и Исмаилските шиити (Индия, Пакистан, Сирия и Йемен).
Религиозната власт на шиитските духовници се приема на основание на това, че те представляват днес Дванадесетте имама. Те също така получават и финансови дарове, което ги прави икономически автономни. Шиитските духовници най-често са муллахи и муджтахиди. Най-висшият духовен пост е марджа ал-таклид. Аят-Аллах или аятолах са почетни съвременни титли и нямат значение за религиозните функции на духовното лице.
В Иран, където след Ислямската революция от 1979 г. шиизмът е държавна религия, се наблюдава широко навлизане на духовници в обществения живот, с подкрепата на политическия елит. По този начин позициите и авторитетът на шиитския ислям нараснаха и той излезе от възприемането му като сектантско движение и се разпространи в други държави – Палестина, Афганистан, Ливан и т.н.

## Демография
Шиитите съставляват едва 10 до 15 процента от всички мюсюлмани в света, чийто брой надминава 1,5 милиарда. В страните от Персийския залив като Иран, Ирак и Бахрейн обаче те са мнозинство. Според други оценки числеността на шиитите варира между 10 – 20% от мюсюлманите в света, като по-голямата част от останалите са сунити.
Към 2009 г. последователите на шиитския ислям наброяват над 200 милиона души. Шиитите са мнозинство в Иран, Ирак, Азербайджан и Бахрейн. Те съставляват и 36,3% от местното население и 38,6% от местните мюсюлмани в страните от Близкия изток.
Голям процент от населението са шиитите в страните: Ливан – 35%, Йемен – над 45%, Кувейт – 20 – 40%,, Турция – около 20%, Пакистан – 10 – 20%, Афганистан – 10 – 19%.
Саудитска Арабия е страна, която приютява голям брой шиитски общности като „Twelver Baharna“ в източната провинция, „Nakhawila“ от Медина, „Sulaymani“ и „Zaidiyyah“ от Нажран. По приблизителни оценки гражданите на Саудитска Арабия от шиитския клон на исляма наброяват около 2 – 4 милиона души и представляват около 15% от населението на страната.
Значителни шиитски общности има в крайбрежните райони на Западна Суматра и Ачех в Индонезия. В останалите части на Югоизточна Азия броят на шиитите е пренебрежимо малък.
Сравнително голяма шиитска общност има и в Нигерия, концентрирана в северния град Кано. Източна Африка има няколко групи шиитско население, предимно потомци на имигранти от Южна Азия по време на колониалния период.

### Списък на страните с шиитско население
Данните за броя на шиитите се базират на преброяване от октомври 2009 г.
| Страна           | Шиити                   | Процент от мюсюлманското население в страната | Процент от числеността на шиитите по света | Минимална приблизителна оценка | Максимална приблизителна оценка                       |
| ---------------- | ----------------------- | --------------------------------------------- | ------------------------------------------ | ------------------------------ | ----------------------------------------------------- |
| Иран             | 66 000 000 – 70 000 000 | 90 – 95                                       | 37 – 40                                    |                                |                                                       |
| Пакистан         | 17 000 000 – 26 000 000 | 10 – 15                                       | 10 – 15                                    |                                | 43 250 000 – 57 666 666                               |
| Индия            | 16 000 000 – 24 000 000 | 10 – 15                                       | 9 – 14                                     |                                | 40 000 000 – 50 000 000.                              |
| Индонезия        | 5 000 000 – 6 000 000   | 2,77                                          | 3                                          |                                | <7 000 000                                            |
| Ирак             | 19 000 000 – 22 000 000 | 65-70                                         | 11-12                                      |                                |                                                       |
| Турция           | 7 000 000 – 11 000 000  | 10-15                                         | 4-6                                        |                                |                                                       |
| Йемен            | 8 000 000 – 10 000 000  | 35 – 40                                       | 5                                          |                                |                                                       |
| Азербайджан      | 5 000 000 – 7 000 000   | 65 – 75                                       | 3 – 4                                      |                                | 85% от населението на страната                        |
| Афганистан       | 3 000 000 – 4 000 000   | 10 – 15                                       | <2                                         |                                | 15-19% от населението на страната                     |
| Сирия            | 3 000 000 – 4 000 000   | 15 – 20                                       | <2                                         |                                |                                                       |
| Саудитска Арабия | 2 000 000 – 4 000 000   | 10-15                                         | 1-2                                        |                                |                                                       |
| Нигерия          | <4 000 000              | <5                                            | <2                                         |                                | 5-10 милиона                                          |
| Ливан            | 1 000 000 – 1 600 000   | 30 – 35                                       | <1                                         |                                | Оценките са приблизителни, няма официална статистика. |
| Танзания         | <2 000 000              | <10                                           | <1                                         |                                |                                                       |
| Оман             | 700 000 – 900 000       | 5-10                                          | <1                                         |                                | 948 750                                               |
| Кувейт           | 500 000 – 700 000       | 30 – 35                                       | <1                                         |                                | 35-40% от населението на страната                     |
| Германия         | 400 000 – 600 000       |                                               | <1                                         |                                |                                                       |
| Бахрейн          | 400 000 – 500 000       | 60-70                                         | <1                                         |                                |                                                       |
| Таджикистан      | 400 000                 | 7                                             | <1                                         |                                |                                                       |
| ОАЕ              | 300 000 – 400 000       | 10                                            | <1                                         |                                |                                                       |
| САЩ              | 200 000 – 400 000       |                                               | <1                                         |                                |                                                       |
| Великобритания   | 100 000 – 300 000       |                                               | <1                                         |                                |                                                       |
| България         | 10 000                  |                                               | <1                                         |                                |                                                       |
| Катар            | 100 000                 | 10                                            | <1                                         |                                |                                                       |

## Свещени градове
- Кербала в Ирак
- Наджаф в Ирак
- Самара в Ирак
- Кум в Иран
- Мешхед в Иран